# Wilhelm Neuhaus
Wilhelm Neuhaus (geboren 25. Dezember 1873 in Minden; gestorben 10. Dezember 1956 in Bad Hersfeld) war ein deutscher Lehrer, Heimatforscher und Schriftsteller. Sein hauptsächliches Tätigkeitsgebiet war die Geschichte der Stadt Bad Hersfeld und der Reichsabtei Hersfeld. Daneben war er auch als Lyriker tätig.

## Leben
Geboren wurde Wilhelm Neuhaus im westfälischen Minden als Sohn eines Bäckers und Getreidehändlers. In Minden besuchte er die Bürgerschule und anschließend das Gymnasium. Nach der Schulzeit besuchte er die Präparandenanstalt in Petershagen, wo er zum Volksschullehrer ausgebildet wurde. Seine erste Lehrerstelle erhielt er in Vlotho. In Vlotho heiratete Neuhaus 1901, mit seiner Frau Marie bekam er bis 1909 eine Tochter und zwei Söhne. 1903 wurde er nach Enger versetzt. In Enger wurde er erstmals schriftstellerisch tätig; er veröffentlichte einen Band mit Gedichten und eine Abhandlung über die Stadtgeschichte von Enger.
1906 wechselte Neuhaus vom heimischen Westfalen nach Hessen. In Hersfeld trat er eine Stelle an der Evangelischen Bürgerschule (ehemalige Nordschule, heute Friedrich-Fröbel-Schule) an. In seinem neuen Wohnort wurde er ebenfalls recht bald als Heimatforscher aktiv. Auf Bitten des Verlegers der Hersfelder Zeitung, Wilhelm Bächstädt, begründete er 1909 eine als monatliche Beilage der Hersfelder Zeitung unter dem Titel „Mein Heimatland“ erscheinende Zeitschrift für Geschichte, Volks- und Heimatkunde, die er, abgesehen von der durch den Ersten Weltkrieg bedingten Unterbrechung von 1914 bis 1921, bis 1938 als Schriftleiter betreute. In diesen Jahren veröffentlichte er in der Zeitschrift über 200 namentlich gekennzeichnete Aufsätze zu Themen der Hersfelder und nordhessischen Geschichte, aber auch zu Kunst, Kultur und Natur. Neuhaus war auch dichterisch tätig, 1914 und 1920 veröffentlichte er jeweils einen Lyrikband mit Gedichten. Während des Krieges, den er als Angehöriger des Hersfelder Landsturmbataillons in Belgien verbrachte, gab er in Aalst eine Feldpostzeitung heraus.
Nach dem Krieg trat Neuhaus ab 1919 aktiv für die neue Weimarer Republik ein und engagierte sich als Redner für die neugegründete liberale Deutsche Demokratische Partei (DDP). 1926 erhielt auf Anregung von Neuhaus das Hersfelder Lullusfest seine heutige Form, insbesondere die Eröffnung des Festes durch Feuermeister und Bürgermeister sowie das Entzünden des während des ganzen Fests brennenden Lullusfeuers gehen auf ihn zurück. 1928 wechselte Neuhaus als Konrektor an die Hersfelder Südschule, die heute nach ihm benannte Wilhelm-Neuhaus-Schule. Ein Jahr zuvor hatte er sein Hauptwerk zur Geschichte der Stadt Hersfeld veröffentlicht, das er 1954 in einer erweiterten Neuauflage nochmals veröffentlichte. In den 1920er Jahren publizierte er zudem weitere heimatgeschichtliche Bücher, daneben aber auch belletristische Werke.
Die Machtergreifung der Nationalsozialisten hatte für den als liberalen Demokraten bekannten Neuhaus negative Konsequenzen. Zunächst wurde er von linientreuen Heimatforschern und der gleichgeschalteten Verwaltung zunehmend Schikanen ausgesetzt. 1934 wurde er schließlich als Konrektor und Lehrer zwangspensioniert. Aufgrund seines Rufs als bester Kenner der Stadtgeschichte erhielt er in diesem Jahr dennoch von der Stadtverwaltung den Auftrag, die Jubiläumsausstellung zur im Jahr 1936 geplanten 1200-Jahr-Feier von Hersfeld vorzubereiten. Die Ausstellung wurde ein großer Erfolg; Neuhaus wurde dies jedoch nicht gedankt und direkt nach Ende der Ausstellung entband die Stadt ihn von seinen Aufgaben. Ab 1938 war ihm die Schriftleitung seiner Beilage zur Hersfelder Zeitung untersagt, „Mein Heimatland“ musste eingestellt werden. Es wurde durch eine vom örtlichen NS-Geschichtsring redigierte neue Beilage ersetzt, in der Neuhaus nicht publizieren durfte.
Nach Ende des Zweiten Weltkriegs wurde der politisch unbelastete Neuhaus 1945 trotz seines Alters als Rektor der Südschule wieder in den Schuldienst übernommen. Zudem übernahm er kommissarisch das Amt des Kreisschulrats und kümmerte sich um den Wiederaufbau des Schulsystems im Kreis Hersfeld. 1946 trat Neuhaus endgültig in den Ruhestand. Die Stadt Hersfeld würdigte sein Wirken 1948 mit der Verleihung der Ehrenbürgerwürde. 1951 gehörte Neuhaus zu den Initiatoren der Hersfelder Festspiele in der Stiftsruine Bad Hersfeld. Seit 1949 erschien auch wieder die von ihm redaktionell betreute Beilage „Mein Heimatland“ in der Hersfelder Zeitung. Bis kurz vor seinem Tod im Dezember 1956 war Neuhaus weiter als Schriftsteller und Heimatforscher publizistisch aktiv.

## Ehrungen und Mitgliedschaften
- Mitglied der Historischen Kommission für Hessen und Waldeck (1947)
- Ehrenmitglied des Vereins für hessische Geschichte und Landeskunde
- Ehrenbürger der Stadt Bad Hersfeld (1948)
- Bundesverdienstkreuz am Bande (1953)
- Wilhelm-Neuhaus-Schule in Bad Hersfeld
- Wilhelm-Neuhaus-Straße in Bad Hersfeld

## Veröffentlichungen (Auswahl)
- Die Gründung der Abtei Hersfeld und ihre Vorgeschichte. Verlag Max Westphal, Hersfeld 1909
- Aus hellen Quellen. Verlag Max Westphal, Hersfeld 1914
- Rosen am Schulhaus. Verlag Max Westphal, Hersfeld 1914
- Sagen und Schwänke aus dem Kreise Hersfeld und den angrenzenden Gebieten. Hans-Ott-Verlag, Hersfeld 1922
- Fritz Stuppler: Eine Erzählung aus der Zeit des Faustrechts. Hans-Ott-Verlag, Hersfeld 1922
- Der Jakobinerprinz und andere Geschichten. Hans-Ott-Verlag, Hersfeld 1924
- Bad Hersfeld: Ein Führer durch die Stadt und ihre Umgebung. Hans-Ott-Verlag, Hersfeld 1924
- Die Geschichte von Hersfeld: von den Anfängen bis zum Weltkrieg. Hans-Ott-Verlag, Hersfeld, 1. Auflage 1927
- Die Stiftsruine. Hans-Ott-Verlag, Hersfeld 1929
- Auf den Spuren der Abtei Hersfeld in deutschen Gauen. Hans-Ott-Verlag, Hersfeld 1941
- Aus zwölf Jahrhunderten: Geschichten und Bilder aus Hersfelds Vergangenheit. Hans-Ott-Verlag, Hersfeld 1956
- Die Geschichte von Hersfeld: von den Anfängen bis zur Gegenwart. Hans-Ott-Verlag, Hersfeld, 2. Auflage 1954